# 福拉峰
46°20′27″N 9°47′05″E / 46.34083°N 9.78472°E

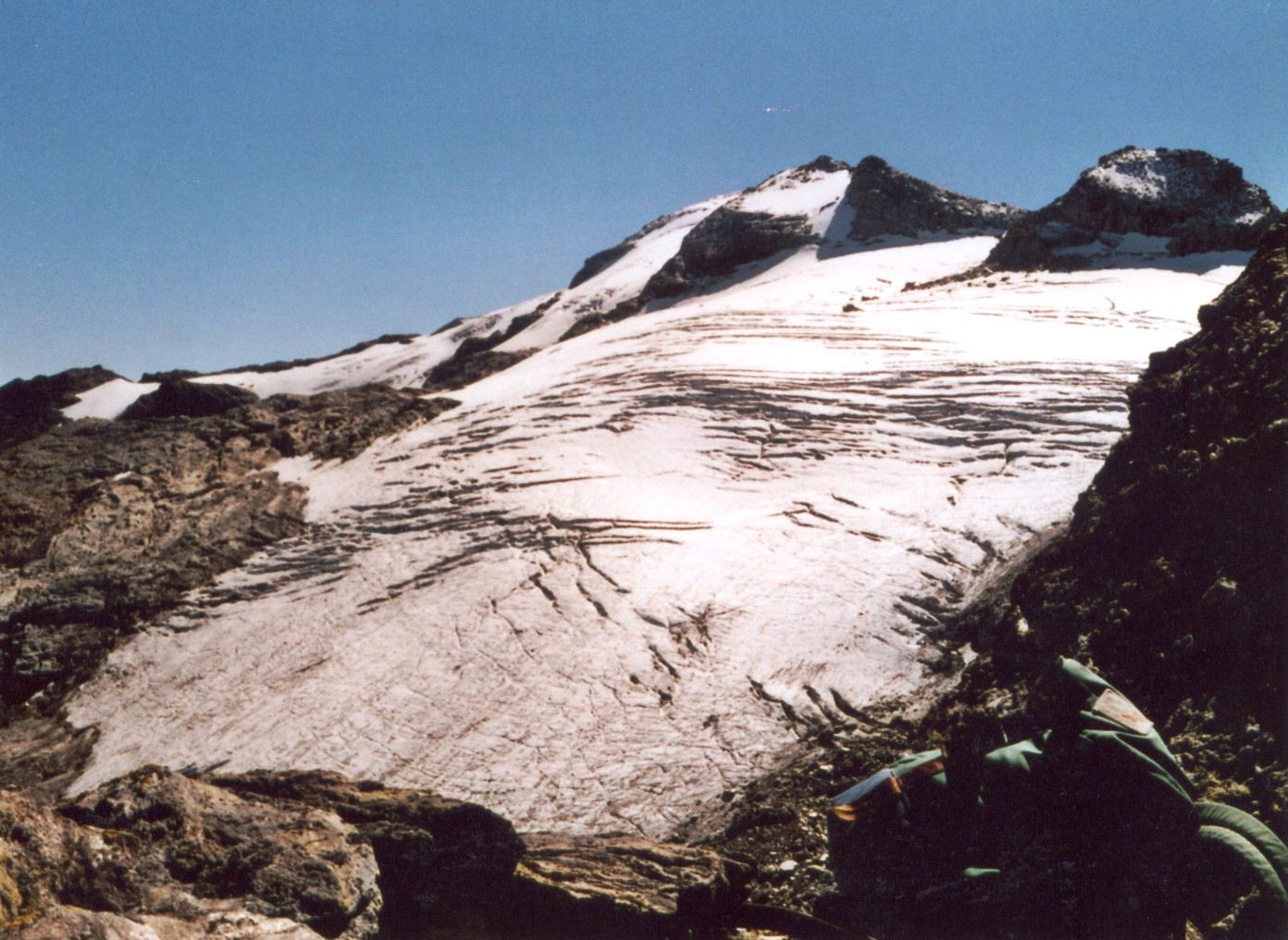

福拉峰（義大利語：Piz Fora），是中歐的山峰，位於意大利和瑞士接壤的邊境，屬於貝爾尼納山脈的一部分，該山峰海拔高度3,363米，每年平均降雨量1,693毫米。